# تلژیخا
تلژیخا (به لاتین: Telezhikha) یک منطقهٔ مسکونی در روسیه است که در سرزمین آلتای واقع شده‌است.